# Viking Polaris
Die Viking Polaris ist ein Kreuzfahrtschiff der Schweizer Reederei Viking Ocean Cruises. Es wird von Viking Expeditions Cruises für Expeditionskreuzfahrten in den Polargebieten, entlang des nord- und südamerikanischen Kontinents und auf den Großen Seen vermarktet.

## Geschichte

### Bau und Betrieb
Das von Vard Design speziell für Expeditionskreuzfahrten entworfene Schiff wurde am 13. Juli 2018 bestellt. Zuvor war im April 2018 eine entsprechende Absichtserklärung unterzeichnet worden. Das Schiff wurde unter der Baunummer 907 von der Vard Group gebaut. Der Schiffsrumpf wurde auf der Vard-Werft in Tulcea, Rumänien, gebaut, die Ausrüstung erfolgte auf der Werft in Søviknes, Norwegen. Die Kiellegung fand am 30. Juli 2020, das Aufschwimmen im Baudock am 24. Juli 2021 statt. Im Januar 2022 wurde das Schiff zur Endausrüstung nach Søviknes gebracht. Fertigstellung und Ablieferung des Schiffes erfolgten am 27. September 2022. Die Baukosten beliefen sich auf umgerechnet rund 275 Mio. US-Dollar.
Das Schiff wurde am 30. September 2022 in Amsterdam getauft. Taufpatin war die US-amerikanische Polarforscherin Ann Bancroft. Das Schiff ist nach der Viking Octantis das zweite Expeditionskreuzfahrtschiff der Reederei. Beide Schiffe sind Schwesterschiffe und die bis dahin größten von Vard gebauten Schiffe.
Das Schiff wird von Wilhelmsen Ship Management (Norway) in Lysaker bereedert.

### Zwischenfall
Das Schiff wurde am 29. November 2022, als es sich auf der Rückfahrt von einer Antarktiskreuzfahrt nach Ushuaia in Argentinien befand, bei Schlechtwetter von einer Monsterwelle getroffen. Dabei wurden etwa zehn backbordseitige Fenster von Passagierkabinen auf Deck 2 im Bereich des vorderen Schiffsdrittels eingeschlagen. Bei dem Zwischenfall kam ein Passagier ums Leben, vier weitere wurden verletzt.

## Technische Daten und Ausstattung
Das Schiff wird dieselelektrisch durch zwei Elektromotoren mit jeweils 5500 kW Leistung angetrieben, die auf zwei ABB-Propellergondeln wirken. Für die Stromerzeugung stehen vier von MAN-Dieselmotoren des Typs 8L32/44CR mit jeweils 4800 kW Leistung angetriebene AEM-Generatoren zur Verfügung. Weiterhin steht ein von einem Dieselmotor von Isotta Fraschini Motori angetriebener Notgenerator zur Verfügung. Das Schiff ist mit drei Querstrahlsteueranlagen ausgerüstet.
Das Schiff verfügt über Flossen- und Tankstabilisatoren. Der Rumpf des Schiffes ist eisverstärkt. Das Schiff ist mit der Polarklasse 6 klassifiziert.
Die Einrichtungen für die Passagiere sind auf sieben Decks untergebracht. Das Schiff verfügt über 189 Kabinen für 378 Passagiere. Alle Kabinen sind Außenkabinen, größtenteils mit französischem Balkon. Die Schiffsbesatzung besteht aus 256 Personen, die in 157 Kabinen untergebracht sind. Insgesamt dürfen sich maximal 646 Personen an Bord aufhalten.
Für die Passagiere stehen unter anderem mehrere Restaurants, Bars und ein Café, ein Fitness- und Spa-Bereich sowie Aufenthaltsräume und eine Bibliothek zur Verfügung. Im hinteren Bereich des Schiffes ist ein Hörsaal eingerichtet, der an die Aula der Universität Oslo angelehnt ist. Der Hörsaal verfügt nach drei Seiten über bodentiefe Fenster. Diese können von innen verdeckt werden, so dass ein geschlossener und verdunkelter Raum entsteht. Der Hörsaal kann dann beispielsweise für Filmvorführungen genutzt werden. Hierfür kann eine unter der Decke angebrachte Leinwand heruntergefahren werden.
Unterhalb des Hörsaals und des dahinterliegenden offenen Decksbereichs befindet sich ein Hangar, in dem zwei Beiboote, mehrere Festrumpfschlauchboote und Kajaks sowie zwei Tauchboote mitgeführt werden. Die Beiboote können über eine Ablaufbahn ins Wasser gelassen und auch wieder an Bord genommen werden. Die Passagiere können so bereits im wettergeschützten Hangar an Bord der Beiboote gehen. Mithilfe eines Krans können Schlauchboote, Tauchboote oder andere Ausrüstung ausgesetzt und wieder an Bord genommen werden.
An Bord befindet sich ein wissenschaftlicher Bereich mit Laboreinrichtungen. Hier können mitfahrende Wissenschaftler Forschungsarbeiten durchführen. Ein Schwerpunkt liegt auf Forschung und Dokumentation im Bereich des Klimawandels. Der wissenschaftliche Bereich ist den Passagieren ebenfalls zugänglich.